# Ondřej Synek
Ondřej Synek (ur. 13 października 1982 w Brandýsie nad Labem-Starej Boleslavi) – czeski wioślarz, dwukrotny wicemistrz olimpijski 2008 oraz 2012, brązowy medalista 2016. Pięciokrotny mistrz świata oraz pięciokrotny mistrz Europy.

## Osiągnięcia
| Rok  | Impreza                     | Miejsce          | Konkurencja      | Lokata     |
| ---- | --------------------------- | ---------------- | ---------------- | ---------- |
| 2000 | Mistrzostwa świata juniorów | Zagrzeb          | dwójka podwójna  | 3. miejsce |
| 2001 | Mistrzostwa świata          | Lucerna          | czwórka podwójna | 5. miejsce |
| 2002 | Mistrzostwa świata          | Sewilla          | dwójka podwójna  | 5. miejsce |
| 2003 | Mistrzostwa świata          | Mediolan         | dwójka podwójna  | 3. miejsce |
| 2004 | Igrzyska olimpijskie        | Ateny            | dwójka podwójna  | 5. miejsce |
| 2005 | Mistrzostwa świata          | Gifu             | jedynka          | 3. miejsce |
| 2006 | Mistrzostwa świata          | Eton             | jedynka          | 3. miejsce |
| 2007 | Mistrzostwa świata          | Monachium        | jedynka          | 2. miejsce |
| 2007 | Mistrzostwa Europy          | Poznań           | ósemka           | 1. miejsce |
| 2008 | Igrzyska olimpijskie        | Pekin            | jedynka          | 2. miejsce |
| 2009 | Mistrzostwa świata          | Poznań           | jedynka          | 3. miejsce |
| 2010 | Mistrzostwa Europy          | Montemor-o-Velho | jedynka          | 1. miejsce |
| 2010 | Mistrzostwa świata          | Hamilton         | jedynka          | 1. miejsce |
| 2017 | Mistrzostwa świata          | Sarasota         | jedynka          | 1. miejsce |
| 2011 | Mistrzostwa świata          | Bled             | jedynka          | 2. miejsce |
| 2012 | Igrzyska olimpijskie        | Londyn           | jedynka          | 2. miejsce |
| 2013 | Mistrzostwa Europy          | Sewilla          | jedynka          | 1. miejsce |
| 2013 | Mistrzostwa świata          | Chungju          | jedynka          | 1. miejsce |
| 2014 | Mistrzostwa Europy          | Belgrad          | jedynka          | 1. miejsce |
| 2014 | Mistrzostwa świata          | Amsterdam        | jedynka          | 1. miejsce |
| 2015 | Mistrzostwa Europy          | Poznań           | jedynka          | 2. miejsce |
| 2015 | Mistrzostwa świata          | Aiguebelette     | jedynka          | 1. miejsce |
| 2016 | Mistrzostwa Europy          | Brandenburg      | jedynka          | 3. miejsce |
| 2016 | Igrzyska olimpijskie        | Rio de Janeiro   | jedynka          | 3. miejsce |
| 2017 | Mistrzostwa Europy          | Račice           | jedynka          | 1. miejsce |
| 2017 | Mistrzostwa świata          | Sarasota         | jedynka          | 1. miejsce |
| 2018 | Mistrzostwa świata          | Płowdiw          | jedynka          | 2. miejsce |